# Tetsche

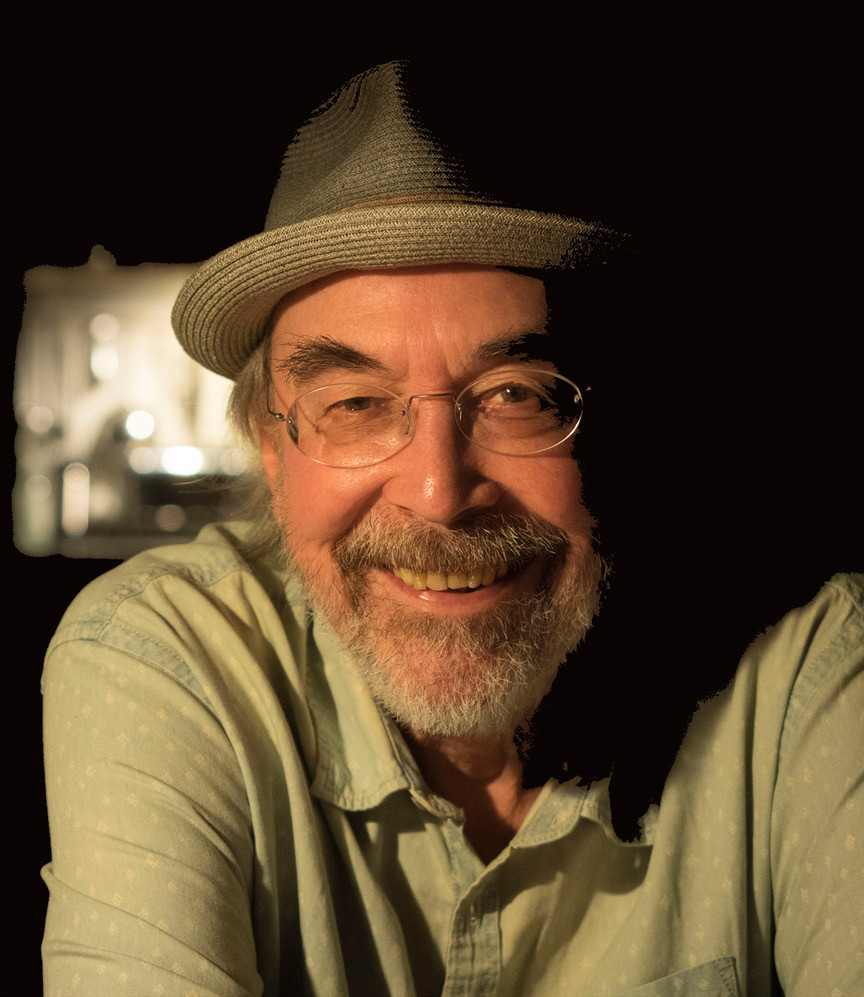
Tetsche (2019)

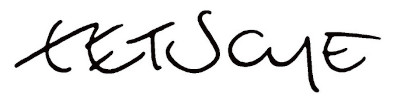
Signatur von Tetsche

Tetsche (* 1946 in Soltau; bürgerlich Fred Tödter) ist ein deutscher Zeichner, Cartoonist, Humorist und Buchautor.

## Werdegang
Zuerst war Tetsche als Layouter und Kreativdirektor in Köln und Hamburg tätig. Seit den 1970er-Jahren veröffentlichte Tetsche wöchentlich seine Cartoon-Kolumne Neues aus Kalau in der Zeitschrift Stern. Sein erster Stern-Cartoon erschien am 7. November 1974. Er veröffentlichte schon in den Zeitschriften Die Zeit, Konkret, Pardon und Hörzu. Im Dezember 2018 verabschiedete sich der Zeichner nach 44 Jahren mit einem Interview vom Stern.
Auf Tetsches Cartoons sieht man häufig ein Spiegelei, einen Zahn, ein Kondom, eine Säge, die aus einer Linie herausragt oder einen „Pümpel“. Tetsche behauptete mehrfach in Interviews, die symbolische Bedeutung dieser Saugglocke für sein Werk erkläre sich dadurch, dass er mit dem „Pümpel“ zur Welt geholt worden sei: „Ich war eine Saugglockengeburt. Mein Vater war Klempner, da war es naheliegend. Man hat alles selber gemacht damals.“
Tetsche wohnt in Steinkirchen bei Stade im Alten Land, Niedersachsen.

## Auszeichnungen
2017 wurde Tetsche mit dem Deutschen Cartoonpreis ausgezeichnet.

## Bücher
- Neues aus Kalau. Gruner + Jahr, 1978. ISBN 3-570-00405-8.
- Eierköpfe. Elefanten Press Verlag, 1980. ISBN 3-88520-038-4.
- Satierliches von Heinz Erhardt mit Zeichnungen von Tetsche, Fackelträger, 1980, ISBN 3-7716-1423-6.
- Der abgeschlossene Roman. Elefanten Press Verlag, 1981. ISBN 3-88520-077-5.
- Tetsches Tierleben. Gruner + Jahr, 1981. ISBN 3-570-02218-8.
- Tetsches Grüße. Trotz alledem. Texte, die man sich schenken kann. mit Kristiane Ballert-Pyrowitz, Elefanten Press Verlag, 1984, ISBN 3-88520-150-X.
- Bauernweisheiten. Elefanten Press Verlag, 1987, ISBN 3-88520-190-9.
- Neues aus Kalau. Heyne Verlag, 1991. ISBN 978-3-453-04751-8.
- Jetzt geht’s um die Wurst. Gruner + Jahr, 1989, ISBN 3-570-03338-4.
- Bei uns war es Liebe auf den ersten Blick!!!. Gruner + Jahr, 1992, ISBN 3-570-01410-X.
- Das Letzte aus Kalau. Heyne Verlag, 1992, ISBN 3-453-05176-9.
- Neues von der Scholle. Heyne Verlag, 1994, ISBN 3-453-07110-7.
- Jetzt geht's um die Wurst!!!. Heyne Verlag, 1994, ISBN 978-3-453-07182-7.
- Gehn wir zu dir oder zu mir? Lappan Verlag, 1999, ISBN 3-89082-850-7.
- Gesundheit. Lappan Verlag, 2000, ISBN 3-89082-985-6.
- Darf ich dein Pelz in der Brandung sein? Lappan Verlag, 2000, ISBN 3-89082-984-8.
- Alles über Männer. Lappan Verlag, 2000, ISBN 3-89082-987-2.
- Alles über Frauen. Lappan Verlag, 2000, ISBN 3-89082-986-4.
- Alles über Computer. Lappan Verlag, 2001, ISBN 978-3-8303-4025-6.
- Alles über Ärzte. Lappan Verlag, 2001, ISBN 3-8303-4026-5.
- Alles über Ostern. Lappan Verlag, 2001, ISBN 3-8303-4028-1.
- Alles über Hochzeit. Lappan Verlag, 2001, ISBN 3-8303-4027-3.
- Mit dir ist das wie Weihnachten!. Lappan Verlag, 2001, ISBN 3-8303-6012-6.
- Immer werd ich auf den Arm genommen!. Lappan Verlag, 2002, ISBN 3-8303-3043-X.
- Der abgeschlossene Roman. Lappan Verlag, 2003, ISBN 978-3-8303-6048-3.
- Darf ich dein Pelz in der Brandung sein?!? Lappan Verlag, 2004, ISBN 978-3-8303-6079-7.
- Hoffentlich ist es nichts Ernstes! Lappan Verlag, 2010, ISBN 3-8303-3245-9.
- Finden Sie das etwa komisch? Lappan Verlag, 2014, ISBN 978-3-8303-3362-3.
- Voll im Trend Lappan Verlag, 2016, ISBN 978-3-8303-3456-9.
- Cartoons & andere Kostbarkeiten Lappan Verlag, 2018, ISBN 978-3-8303-3516-0.
- PLATSCH von Hannes Lukas mit Bildern von Tetsche, Lappan Verlag, 2018, ISBN 978-3-8303-1284-0.
- Tetsche Open Air. KJM Buchverlag, 2021, ISBN 978-3-96194-173-5.